# Luís de Brito e Almeida
Luís de Brito e Almeida (Portugal, século XVI — ?) foi governador das capitanias do norte do Brasil (ao norte de Porto Seguro, com sede na Bahia) de 1572 a 1576 e de toda a colônia em 1577.

## Governo do Brasil
Coube a ele governar não o Brasil inteiro, mas apenas as capitanias do Norte, a partir de Ilhéus. Quem governou de lá para o sul foi Antônio Salema. Em ambos os lados do território da colônia, combateram-se indígenas e corsários franceses, sem que fossem definitivamente vencidos.
Almeida empreendeu diversas bandeiras pelo interior do Brasil, para descoberta e mineração de pedras preciosas. Fundou a cidade de Santa Luzia na Bahia, dando início à Capitania de Sergipe, envolvendo-se em diversas contendas com os nativos da região.

## Descendência
Teve um filho com uma esposa desconhecida:
• João Pinto de Almeida, que se casou com Mariana Coutinho, de ascendência nobre portuguesa. Sem filhos.